# Mamíferos peçonhentos

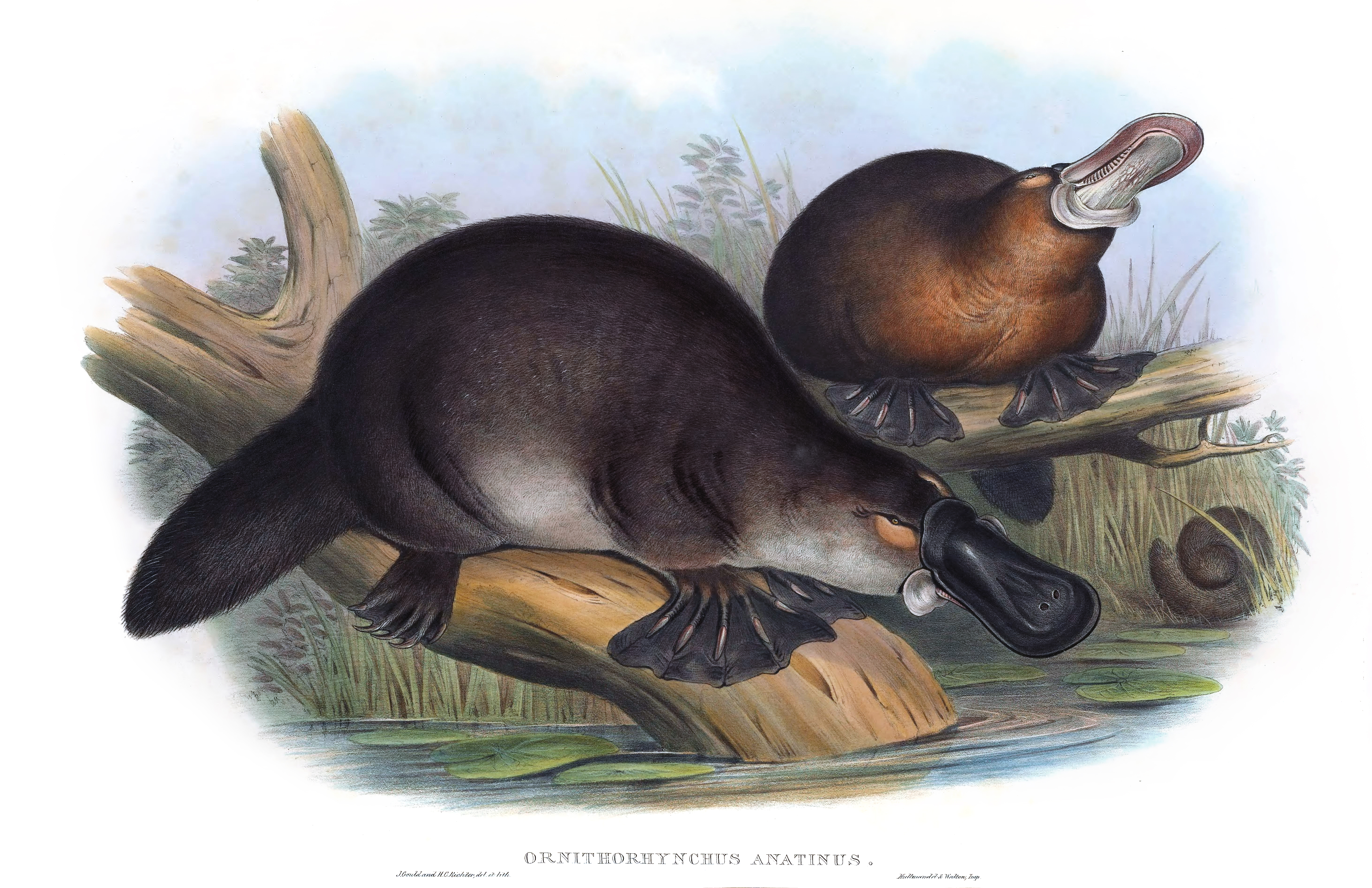
Ornitorrinco, uma espécie de mamífero peçonhento.

Mamíferos peçonhentos são animais pertencentes à classe Mammalia, produtores de veneno e detentores de mecanismos que possibilitem a injeção dessa substância em um possível alvo. Ainda que diversos vertebrados tenham desenvolvido mecanismos semelhantes, mamíferos peçonhentos são raros e estão atualmente representados por alguns membros de quatro linhagens evolutivas: Eulypotyphla (musaranhos e solenodontes), Monotremata (ornitorrincos), Chiroptera (morcegos-vampiros) e Primata (lóris-preguiçoso). Acredita-se que a produção de peçonha tenha sido uma característica comum em mamíferos primitivos, e que teria sido perdida posteriormente. Questões como a funcionalidade das diversas toxinas em mamíferos atuais, ou se mamíferos primitivos seriam ou não peçonhentos, ainda estão em aberto e têm dado origem a diferentes hipóteses.

## Definições
Diversas definições de animais peçonhentos foram propostas. Apesar disso, diferentes autores consideram a presença de duas condições principais para classificá-los nessa categoria: glândulas ou um grupo de células produtoras de veneno e um aparato que possa transmiti-lo a um alvo por meio da inflição de dano. A peçonha seria, portanto, a substância produzida por tecido especializado que, ao entrar em contato com o alvo, causaria alterações fisiológicas ou bioquímicas com a finalidade de facilitar a alimentação ou a defesa do animal peçonhento.
Embora comumente confundidos, os termos venenoso e peçonhento são conceitos diferentes. Animais venenosos são aqueles que, ao contrário dos peçonhentos, não possuem aparato inoculador de veneno. Assim, uma jararaca é peçonhenta, diferentemente de um sapo-flecha, que é venenoso.

## Evolução e paleontologia
Diversos tetrápodes desenvolveram independentemente sistemas de inoculação de veneno ao longo de sua evolução. Ainda hoje as relações entre esses eventos evolutivos não foram totalmente estabelecidas, e a situação não é diferente quando restringimos a análise somente às poucas linhagens de mamíferos modernos que apresentam essa característica. No entanto, estudos paleontológicos permitiram que fossem feitas algumas inferências acerca da existência de uma possível homologia entre os esporões presentes em alguns monotremados e aqueles encontrados em certos grupos fósseis de mamíferos basais do período Mesozóico. Dessa forma, foi proposta a hipótese de que essa estrutura seria uma característica basal de Mammalia, e que teria sido perdida secundariamente pelas linhagens mais derivadas de mamíferos, representadas no clado Theria. Isto é, uma característica presente em linhagens ancestrais, partindo de um ancestral comum, mas ausente em uma linhagem mais recente, em decorrência de processos evolutivos. 
Supõe-se que o esporão seria utilizado por esses animais como uma estrutura de defesa, mas não se sabe se ele estaria originalmente associado a glândulas de veneno. Assim, há dois cenários possíveis: um em que os mamíferos basais apresentassem, como condição ancestral, um sistema de inoculação de veneno, do qual o esporão faria parte; e outra em que o esporão não estivesse associado, inicialmente, a essa função, tendo ela sido desenvolvida posteriormente, portanto, por apenas alguns grupos mais derivados.
Análises moleculares revelaram que há homologia entre algumas substâncias encontradas nas glândulas de veneno de ornitorrincos e equidnas, apesar de, nestes últimos, não haver intensa expressão dos genes associados a esses compostos. Isso evidencia a provável existência de um ancestral comum aos monotremados cuja glândula de veneno precedeu aquelas existentes nos representantes atuais do grupo. É interessante ressaltar que, em decorrência de alguns fatores, houve um decaimento na toxicidade do veneno das equidnas, cuja função atual ainda não foi esclarecida.
Apesar de, hoje, a diversidade de mamíferos capazes de secretar veneno ser bastante limitada, há evidências de que as coisas nem sempre foram assim. Fósseis de mamíferos do Paleoceno que apresentam dentes sulcados foram interpretados como sendo animais portadores de um sistema de inoculação de veneno. A confirmação dessa hipótese indicaria que a ocorrência desse tipo de aparato pode ter sido muito mais frequente do que o cenário atual nos leva a pensar. É provável, então, que as estruturas semelhantes a esporões observadas em fósseis de mamíferos do Mesozóico tivessem sua eficácia aumentada por estarem associados a glândulas que secretassem toxinas. No entanto, caninos sulcados parecem ter surgido independentemente ao menos 3 vezes em mamíferos não-venenosos, não havendo, portanto, uma clara correlação entre dentes sulcados e aparato inoculador de veneno em Eutheria. A exemplo disso, pode-se citar o babuíno (Papio) e o quati (Nasua e Nasuella), cujos caninos superiores são sulcados, embora eles não apresentem qualquer relação com um sistema de inoculação de veneno.
Dessa forma, os motivos pelos quais venenos são raros em mamíferos atuais e se eles existiam ou não em mamíferos primitivos ainda são questões em aberto. Supõe-se que, no clado basal de mamíferos viventes no Cretáceo, de esqueletos semelhantes aos de musaranhos e ouriços,  essa tenha sido uma característica mais comum. Isso porque, por serem pequenos e por conta de seus hábitos de vida, o uso de veneno poderia lhes conferir uma vantagem evolutiva. Acredita-se, porém, que essa característica tenha se tornado desnecessária com o tempo, em decorrência da diversificação de estratégias de alimentação desses organismos propiciada por seu sofisticado aparato mastigador.

## Representantes viventes

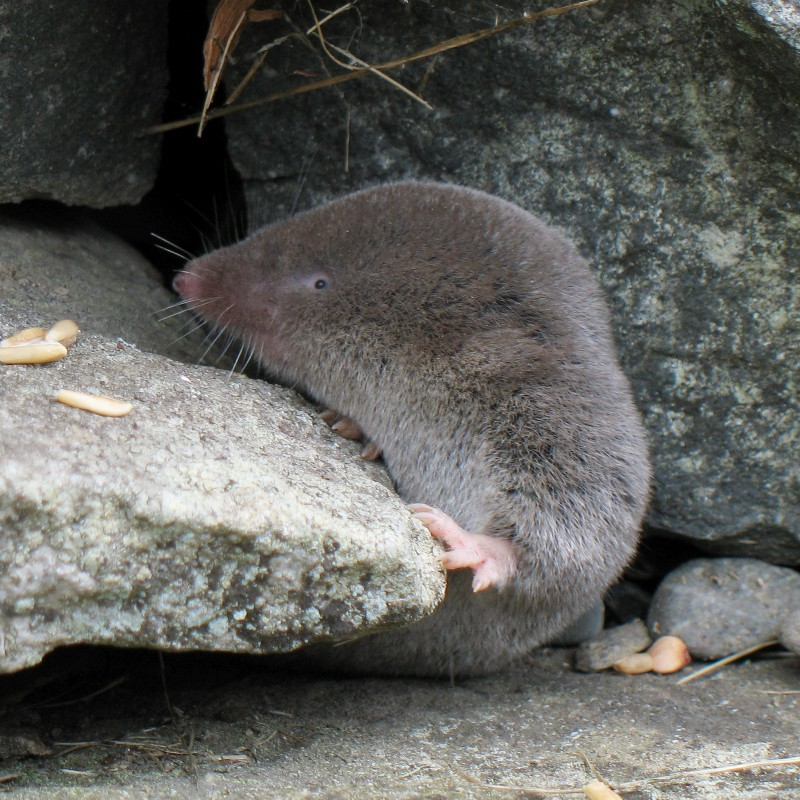
Musaranho da espécie Blarina brevicauda.

### Eulipotyphla
Os membros peçonhentos dessa ordem pertenciam a Insectivora, classificação atualmente abandonada. É a ordem que inclui o maior número de mamíferos reconhecidamente peçonhentos: três espécies de musaranho - musaranho-de-cauda-curta (Blarina brevicauda) e musaranhos-de-água (Neomys anomalus e Neomys fodiens) e duas espécies de solenodonte - solenodonte-haitiano (Solenodon paradoxus) e almiqui de Cuba (Solenodon cubanus). Em todas as espécies, a saliva tóxica é produzida em glândulas submaxilares e injetadas no animal alvo através da mordida.
Os solenodontes possuem dentes incisivos inferiores modificados, com sulcos ao longo de todo o comprimento da coroa, cuja função acredita-se ser a condução de veneno. Já os musaranhos possuem concavidades na superfície dos incisivos, mas nenhum dente com especializações claras para essa função. No caso dos musaranhos, a injeção do veneno ocorre durante uma série de rápidas mordidas; todos os dentes capazes de perfurar a cutícula ou a pele podem, potencialmente, introduzir o veneno nos tecidos da presa.

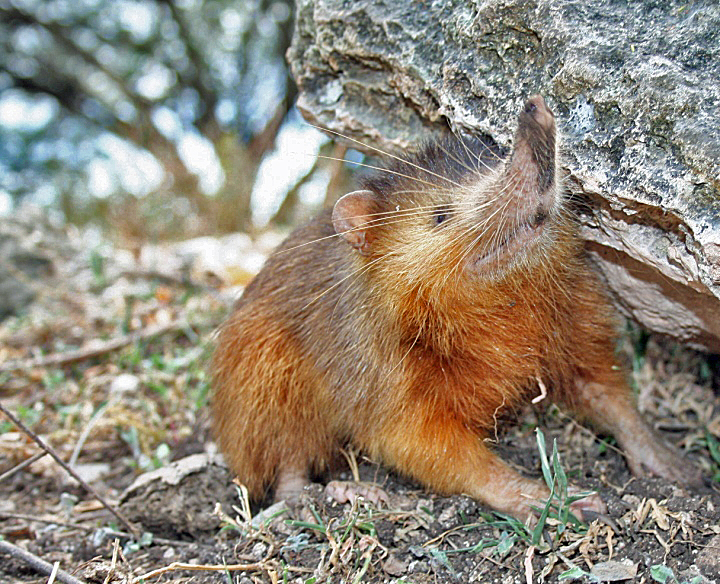
Solenodon paradoxus, o solenodonte haitiano.

Um dos componentes tóxicos do veneno dos musaranhos, especificamente da espécie B. brevicauda, é conhecido como blarina (BLTX), uma proteína neurotóxica que digere proteínas (isto é, apresenta atividade proteolítica) e é responsável pelos efeitos observados em diversos animais testados em laboratório. Os experimentos realizados mostram que injeções da toxina podem causar sintomas como micção excessiva, respiração rápida e irregular, paralisia dos membros posteriores, convulsões e morte. Humanos são, aparentemente, menos sensíveis às toxinas. Registros de mordidas reportam ardência ao redor da ferida e inchaço durante o período de algumas horas. A ardência poderia permanecer por alguns dias. A blarina tem composição química e efeitos similares a uma toxina (GTX) encontrada na saliva do monstro-de-gila (Heloderma suspectum) e do lagarto-de-contas (Heloderma horridum). Ambas parecem ter evoluído de uma calicreína (um tipo de proteína proteolítica vasodilatadora) salivar não tóxica para uma de efeito tóxico, com alterações em diferentes locais que levaram a estruturas similares. Também compartilham semelhanças as glândulas produtoras de veneno, ambas submaxilares , e os mecanismos de inoculação. Assim, essas características em comum indicam uma convergência evolutiva entre lagartos e mamíferos. Efeitos similares foram observados para o veneno das outras duas espécies de musaranho e dos solenodontes, mas a toxina ainda não foi purificada.
Debates sobre a função ecológica do veneno em musaranhos e solenodontes ainda em estão em aberto , existindo duas hipóteses principais sobre sua evolução: por pressão seletiva de caça de animais grandes ou armazenamento de presas pequenas. Defensores da primeira argumentam que esses animais necessitariam do veneno para caçar vertebrados, que são presas maiores e mais perigosas.  Por outro lado, favoráveis à segunda apontam o comportamento de musaranhos de imobilizar presas (invertebrados e pequenos vertebrados) e armazená-las para consumo posterior, o qual faz parte de um perfil adaptativo de inverno. Ou seja, o veneno agiria como uma forma de estocar suprimentos em momentos que a captura de presas for dificultada. Por causa do seu pequeno tamanho e alto metabolismo, musaranhos necessitam de alimento constantemente. Quanto aos solenodontes, o veneno também pode ser visto como um mecanismo de competição intraespecífica: observou-se que indivíduos da espécie S. paradoxus mantidos juntos em cativeiro apresentavam uma alta taxa de mortalidade, sendo marcas de mordida a única causa aparente.

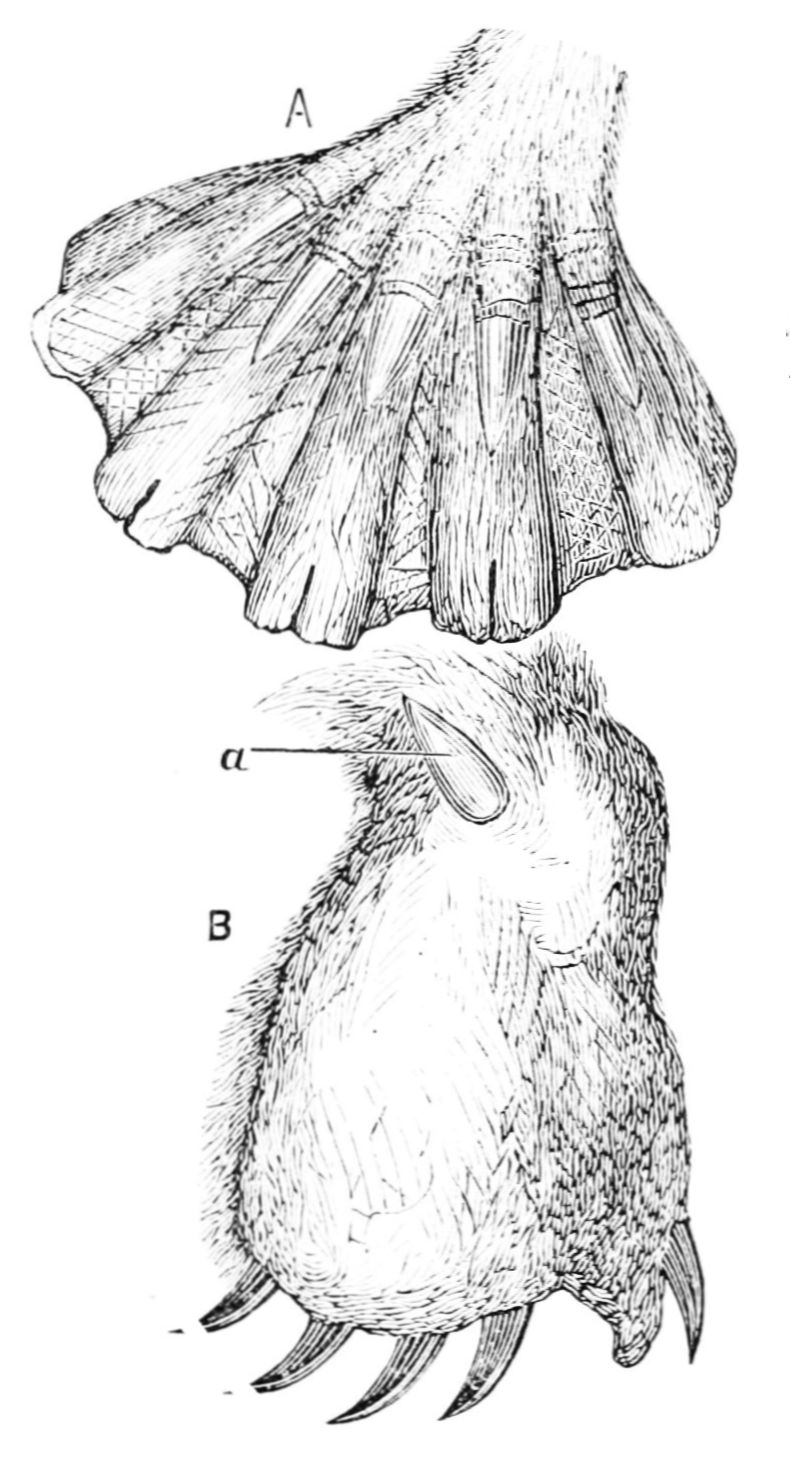
Esquema das patas de um ornitorrinco. A: pata dianteira. B: pata traseira com esporão.

### Monotremata
Os monotremados são atualmente representados pelos ornitorrincos e pelas equidnas.
O ornitorrinco (Ornithorhynchus anatinus) possui esporões queratinizados nos calcanhares dos membros posteriores conectadas, por um canal interno, a glândulas de veneno localizadas nas coxas, as chamadas glândulas crurais. Embora machos e fêmeas tenham o esporão ao nascer, as fêmeas o perdem ao longo do desenvolvimento. Antes de um ataque, o esporão é ereto através da ação de músculos e pequenos ossos, sendo introduzido no alvo para a injeção do veneno.
Testes realizados em coelhos revelaram, como sintomas do envenenamento por ornitorrincos, efeitos como edema, hipotensão, problemas respiratórios, coagulação intravascular e morte. Pessoas envenenadas descreveram dor intensa e inchaço durante semanas ou mesmo meses, sem que analgésicos surtissem efeito.
O fato de que as glândulas se tornam ativas durante o período reprodutivo e a dificuldade de se obter amostras de animais selvagens dificultou o estudo dos componentes químicos do veneno. Mesmo assim, ele foi identificado como uma complexa mistura de diferentes frações, que integra peptídeos natriuréticos tipo-C (CNPs), peptídeos tipo-defensinas (DLPs), fatores de crescimento nervoso (NGFs) e outras substâncias, incluindo proteínas não caracterizadas. CNPs são os peptídeos biologicamente mais ativos no veneno, sendo possivelmente os causadores de sinais sistêmicos do envenenamento. Esses peptídeos interagem com membranas celulares, afetando a passagem de íons, o que é consistente com os sintomas observados. DPLs são os peptídeos mais abundantes e é proposto que induzam dor, conjuntamente ou não com NGFs. Ainda, foi sugerido que tenham ação imunogênica ao invés de neuronal.
Acredita-se que o veneno seja um mecanismo de competição sexual, uma vez que as glândulas só estão ativas durante a época de acasalamento, embora também possa ter sido utilizado para defesa quando humanos caçavam ornitorrincos por sua pele.
Assim como os ornitorrincos, as equidnas possuem esporões nos calcanhares, mas seus esporões não estão associados a músculos, não podendo ser eretos. Uma substância leitosa é secretada durante a época de acasalamento, e acredita-se que ela atue na comunicação. Estudos mostram que, apesar de poucas toxinas terem sido encontradas nessa substância, tais toxinas são pouco expressas, o que indica que é possível que as equidnas já tenham produzido veneno, mas perdido essa capacidade ao longo da evolução.

### Chiroptera
A classificação de morcegos como mamíferos peçonhentos depende da definição de veneno utilizada. Para alguns autores, a secreção produzida por morcegos hematófagos pode ser considerada um subtipo de veneno devido às suas propriedades anticoagulantes. No entanto, há quem defenda que a secreção não é um veneno verdadeiro, por causar desconforto mínimo ao alvo.

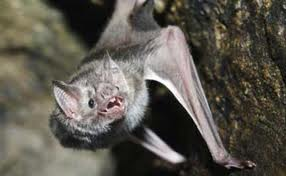
Morcego-vampiro da espécie Desmodus rotundus.

A subfamília Desmodontinae, dos morcegos hematófagos, popularmente denominados vampiros, é constituída por três espécies: Desmodus rotundus, Diphylla ecaudata e Diaemus youngi.
O aparato inoculador de veneno consiste de dois dentes incisivos modificados e de glândulas submaxilares. A língua é utilizada para introduzir o veneno nas feridas. O veneno possui forte ação anticoagulante e proteolítica, impedindo a coagulação do sangue da presa por várias horas. Os dois principais componentes encontrados no veneno são a draculina, um anticoagulante, e a desmoquinase, que ativa o sistema fibrinolítico, permitindo o fluxo contínuo de sangue. Uma análise dos anticoagulantes salivares das três espécies da subfamília indicaram alterações químicas de acordo com seu tipo de alimentação: aves (D. ecaudata), mais generalista (D. youngi), mamíferos (D. rotundus).
No caso dos morcegos, o veneno teria evoluído com a função de facilitar a alimentação. As vítimas normalmente não morrem, o que estabelece um comportamento semelhante ao de parasita e hospedeiro. Animais regularmente atacados tendem a desenvolver uma resposta imunológica com resistência aos anticoagulantes.

### Primatas

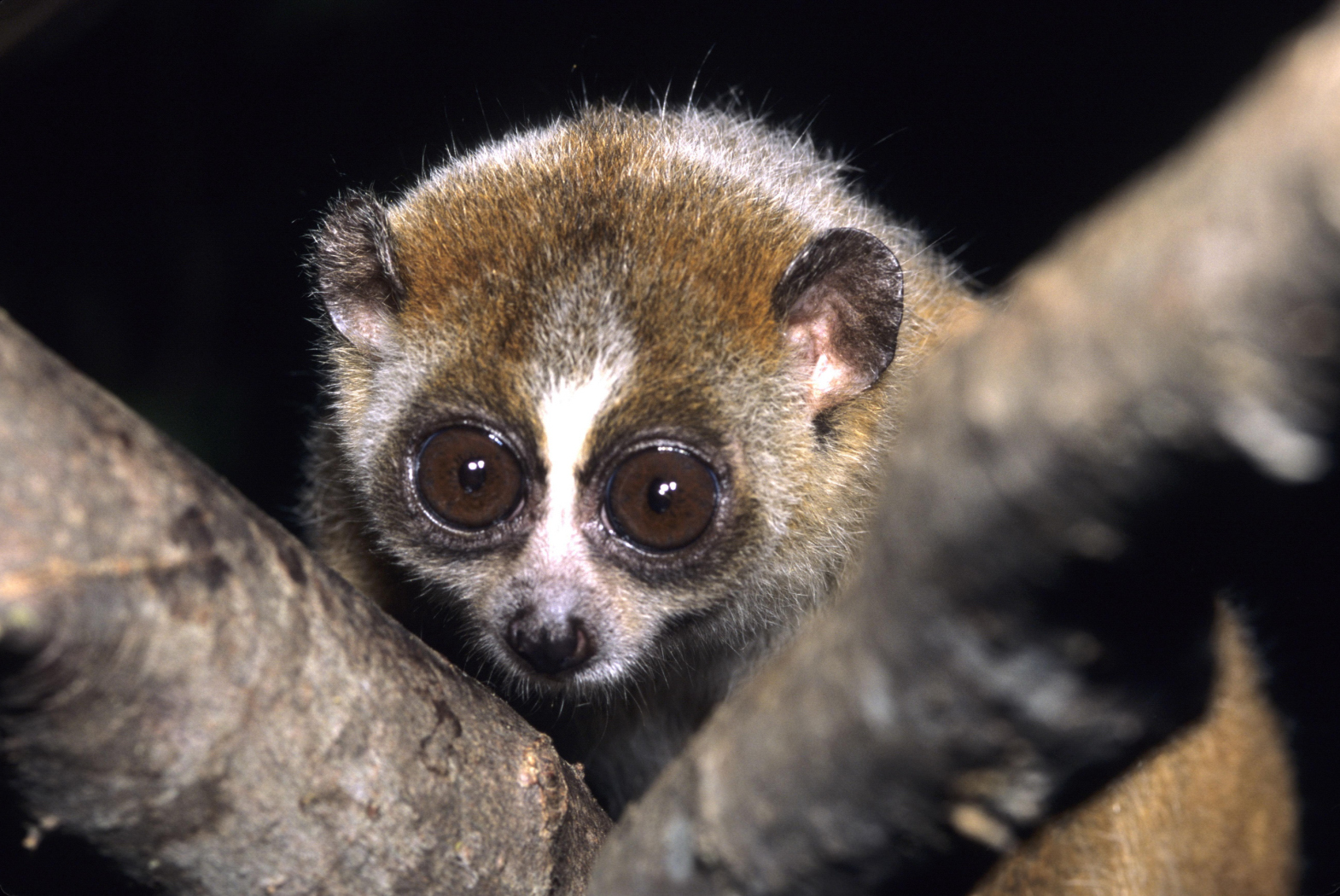
Lóris da espécie Nycticebus pygmaeus

Oito espécies de lóris (Nycticebus spp.) são conhecidas atualmente na família Lorisidae, sendo os únicos primatas reconhecidamente peçonhentos. Somente três espécies foram testadas para veneno (N. bengalensis, N. coucang e N. pygmaeus), mas observações sugerem que as demais espécies são igualmente peçonhentas.
Nesses animais, o veneno é produzido em glândulas braquiais localizadas em áreas relativamente livres de pelo na região flexora do braço. Quando ameaçado, o animal lambe a glândula, misturando sua secreção com saliva e ativando as toxinas antes de introduzi-las na vítima através de mordidas. Ferimentos causados pelas mordidas são dolorosos e demoram a cicatrizar. Dentre as reações estão inchaço, perda de sensibilidade e morte do tecido, podendo deixar cicatrizes e causar a perda de pelos em indivíduos da mesma espécie. Reações em humanos variam, podendo ter quase nenhum efeito ou causar choque anafilático, hipotensão, taquicardia, falência de órgãos e morte. Acredita-se que a diferença nas reações de humanos às mordidas do lóris possam ser explicadas através da semelhança entre a proteína encontrada na secreção da glândula braquial, que seria responsável pelos sintomas descritos, e o alérgeno dos gatos, a Fel-d1.
Diversas hipóteses foram elaboradas para explicar as funções ecológicas do veneno dos lóris, mas as principais seriam competição intraespecífica e defesa contra predadores. Como os lóris se alimentam principalmente de insetos e pequenos vertebrados e conseguem fazê-lo de forma rápida e eficiente, aparentemente não utilizam o veneno para capturar presas.